# Lolita (Teksas)
Lolita – jednostka osadnicza w Stanach Zjednoczonych, w stanie Teksas, w hrabstwie Jackson.